# Zbigniew Gut
Zbigniew Gut, född den 17 april 1949 i Wymiarki, Polen, död den 27 mars 2010 i Saint-Jean-de-Maurienne, Frankrike, var en polsk fotbollsspelare som tog OS-guld i fotbollsturneringen vid de olympiska sommarspelen 1972 i München.